# ستيغ روث
ستيغ روث (بالسويدية: Stig Roth)‏ هو مؤرخ الفن سويدي، ولد في 28 مارس 1900، وتوفي في 20 أغسطس 1972.